# Моллеруп, Аста
Аста Мальтея Моллеруп (дат. Asta Malthea Mollerup; 22 мая 1881, Копенгаген — 25 сентября 1945, Копенгаген) — датский балетный педагог. Дочь историка и культурного деятеля Вильяма Моллерупа.
Увлечение современным танцем и желание принести в Данию опыт Айседоры Дункан и Мэри Вигман, а также методику ритмической педагогики Жака-Далькроза, привели Моллеруп к открытию в 1914 г. небольшой балетной школы в Копенгагене. Одновременно в 1915—1925 гг. она преподавала гимнастику и танец в нескольких копенгагенских школах. Стажировалась как педагог в Дрездене у Вигман и в Париже у Любови Егоровой.
В 1927 г. основала первое в Дании (помимо школы Королевского балета) балетное училище с полным образовательным циклом: воспитанники училища не только осваивали классическую и современную балетную технику, но изучали также историю танца, музыку, сценографию, историю культуры, анатомию, иностранные языки и т. д. В 1933 году для училища было построено новое здание по проекту брата Моллеруп, архитектора Тюге Моллерупа. Моллеруп руководила училищем до конца своей жизни. Наиболее известной его воспитанницей стала Нини Тейладе, которая, впрочем, быстро оставила его для продолжения учёбы в Париже.